# Rouwen Cañal-Bruland
Rouwen Cañal-Bruland (* 28. Oktober 1978 in Münster) ist ein deutscher Sportpsychologe und Hochschullehrer.

## Leben
Cañal-Bruland bestand 1998 das Abitur und studierte von 1999 bis 2004 an der Westfälischen Wilhelms-Universität Münster (WWU) Sportwissenschaften, Spanisch und Erziehungswissenschaften für das Lehramt. Ab 2005 war er am Institut für Sportwissenschaften der WWU als wissenschaftliche Hilfskraft, wissenschaftlicher Mitarbeiter und Lehrbeauftragter tätig, 2007 legte er seine Doktorarbeit (Thema: „Aufmerksamkeitsfokus und visuelle Selektion im Sport“) vor. Gutachter der Arbeit war Bernd Strauß.
Von 2008 bis 2016 war als Assistenzprofessor im Fachbereich Bewegungswissenschaften an der Vrije Universiteit Amsterdam in den Niederlanden beschäftigt. 2016 trat er eine Professorenstelle für Sportpsychologie am Institut für Sportwissenschaft der Friedrich-Schiller-Universität Jena an.
Cañal-Bruland Forschungsgebiet umfasst die Verbindung von motorischen und kognitiven Lernprozessen und Leistungen, die Expertiseforschung, visuelle Wahrnehmung, Aufmerksamkeit und Antizipation, Wahrnehmungs- und Handlungsinteraktionen, implizites und explizites Lernen sowie die multisensorische Informationsverarbeitung im Sport.

## Veröffentlichungen
- Amelie Heinrich, Florian Müller, Oliver Stoll, Rouwen Cañal-Bruland, Selection bias in social facilitation theory? Audience effects on elite biathletes' performance are gender-specific in Psychology of Sport and Exercise, Volume 55, Juli 2021, Online
- Grießbach, E., Incagli, F., Herbort, O. & Cañal-Bruland, R., Body dynamics of gait affect value-based decisions in Scientific Reports 11, 2021
- Müller, F., Cañal-Bruland, R., Interindividual differences in incentive sensitivity moderate motivational effects of competition and cooperation on motor performance in PLOS ONE 15(9), 2020
- Loeffler, J., Raab, M., Cañal-Bruland, R., Does movement influence representations of time and space? in PLoS ONE 12(4), 2017
- Cañal-Bruland, R., van der Meer, Y., Moerman, J., Can visual illusions be used to facilitate sport skill learning? in Journal of Motor Behavior 48, S. 385–389, 2016